# Der Todesschrei der Kannibalen
Der Todesschrei der Kannibalen (Originaltitel: Primitif) ist ein dem Exploitation-Genre zugehöriger indonesischer Abenteuerfilm von Regisseur Sisworo Gautama Putra.
Die Inszenierung entstand 1978 im Zuge des italienischen Kannibalenfilmbooms der späten 1970er-Jahre. In Deutschland erhielt der Film daher, nicht zuletzt wegen besserer Vermarktungschancen, den reißerischen „Kannibalen“-Filmtitel, obgleich kein Verzehr von menschlichem Fleisch stattfindet. Stattdessen werden hier die genreüblichen Tieropferungsszenen zur Schau gestellt.
Eine synchronisierte deutsche Fassung wurde erstmals am 7. März 1980 aufgeführt.

## Handlung
Die drei Ethnologie-Studenten Rika, Amri und Tommy bereisen mit Bisam als landeskundigen Führer und dem abergläubischen Eingeborenen Lahang den Dschungel Indonesiens, um den Beweis für die Existenz sogenannter „Steinzeitmenschen“ zu erbringen. Auf ihrem langen und beschwerlichen Fußmarsch besuchen sie zunächst den friedlichen und bereits gut erforschten Stamm der Pangayan. Getrieben von abenteuerlicher Neugier und gegen den Willen Bisams, dringen sie noch tiefer in den Urwald ein, um ein isoliertes, noch unerforschtes Volk aufzufinden.
Sie gelangen schließlich an das Ufer eines reißenden Flusses, wo sie alsbald mit dem Bau eines Holzfloßes beginnen. In den starken Strömungen des ungebändigten Gewässers kentert jedoch das selbstgebaute Fortbewegungsmittel und die fünfköpfige Gruppe wird getrennt. Die Überlebenden befinden sich plötzlich im Gebiet eines primitiven Dschungelstammes, der sich kannibalistisch ernähren soll. Zeitlich versetzt sterben Lahang und Bisma im dichten Urwald.
Irgendwann geraten Rika und Amri in Gefangenschaft, wo sie fortan den Demütigungen und dem barbarischen Treiben der Eingeborenen ausgesetzt sind. Währenddessen irrt der verletzte Tommy ganz auf sich gestellt umher, bis er zufällig zum Höhlensystem gelangt, welches den Primitiven als Unterkunft dient. Dort werden auch seine Kommilitonen Rika und Amri in einem übergroßen Käfig gefangen gehaltenen. Als diese entkommen und Tommy begegnen, wähnen sich die Freunde zunächst in Sicherheit. Als das Trio jedoch wieder von den Wilden gestellt wird, kommt es zu brutalen Kampfhandlungen. Der athletische Amri tötet dabei den gegnerischen Kannibalen-Anführer. Dadurch gewinnen sie einen kleinen Vorsprung, den das Grüppchen endgültig zur Flucht nutzten. Am Ende des Films erliegt der verwundete Tommy auf einem selbstgebauten Floß seinen Verletzungen.

## Kritiken
Das Lexikon des internationalen Films schrieb, die „magere Expeditionsgeschichte“ fungiere lediglich als „Vehikel für Schreck- und Ekelbilder von Tötungsritualen und absonderlichen Ernährungsgepflogenheiten.“
Das Lexikon des Horrorfilms bemerkt, der Film sei eine „konzeptionslose Aneinanderreihung dilettantisch abgefilmter Szenen“. Ferner hätte die Story „weder Sinn noch Zweck“.